# Bunker am Listholze

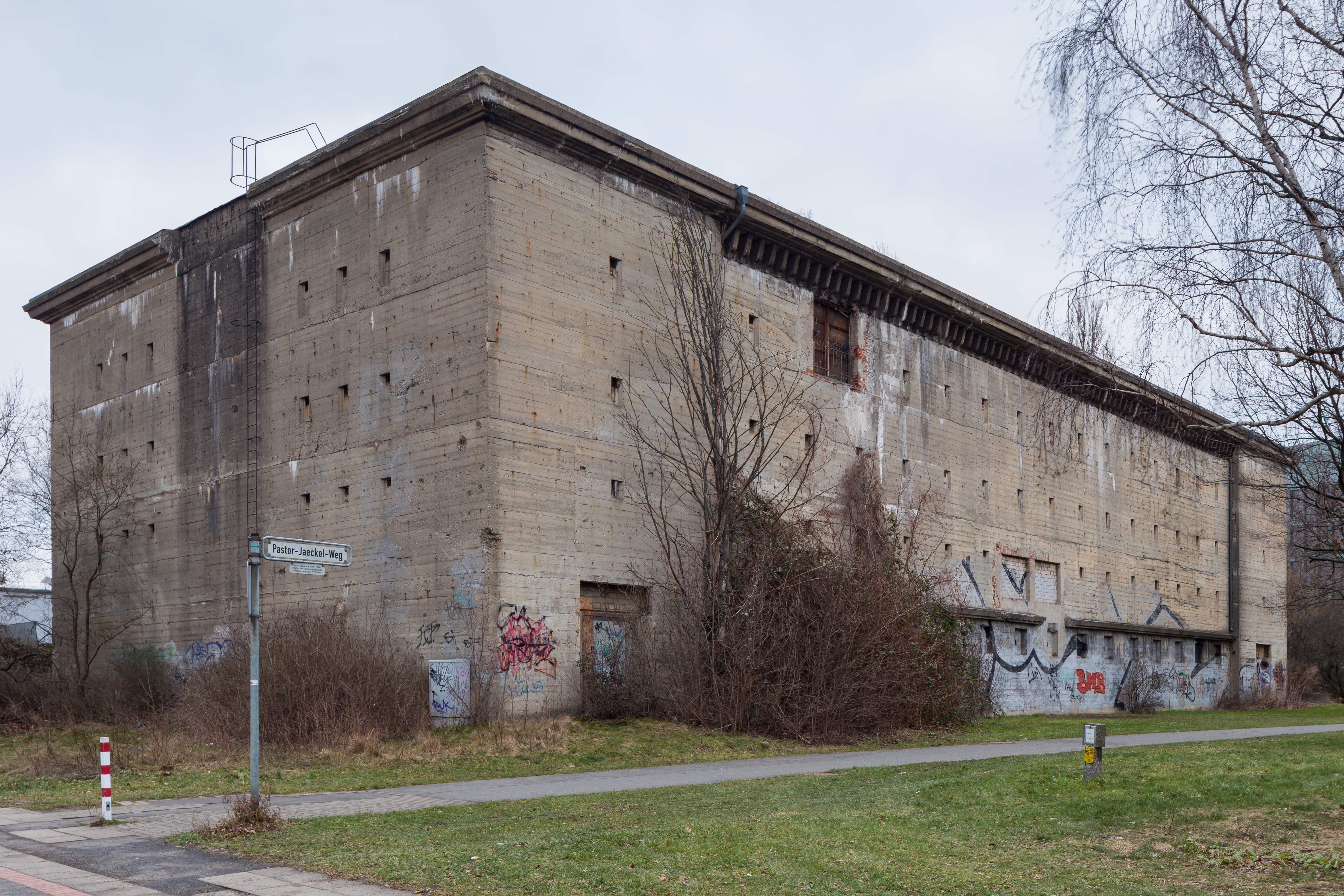
Bunker am Listholze, von der Straße Am Listholze aus ist eine später unter dem Dach durchgebrochene und mit einer Eisentür verschließbare Öffnung zu erkennen

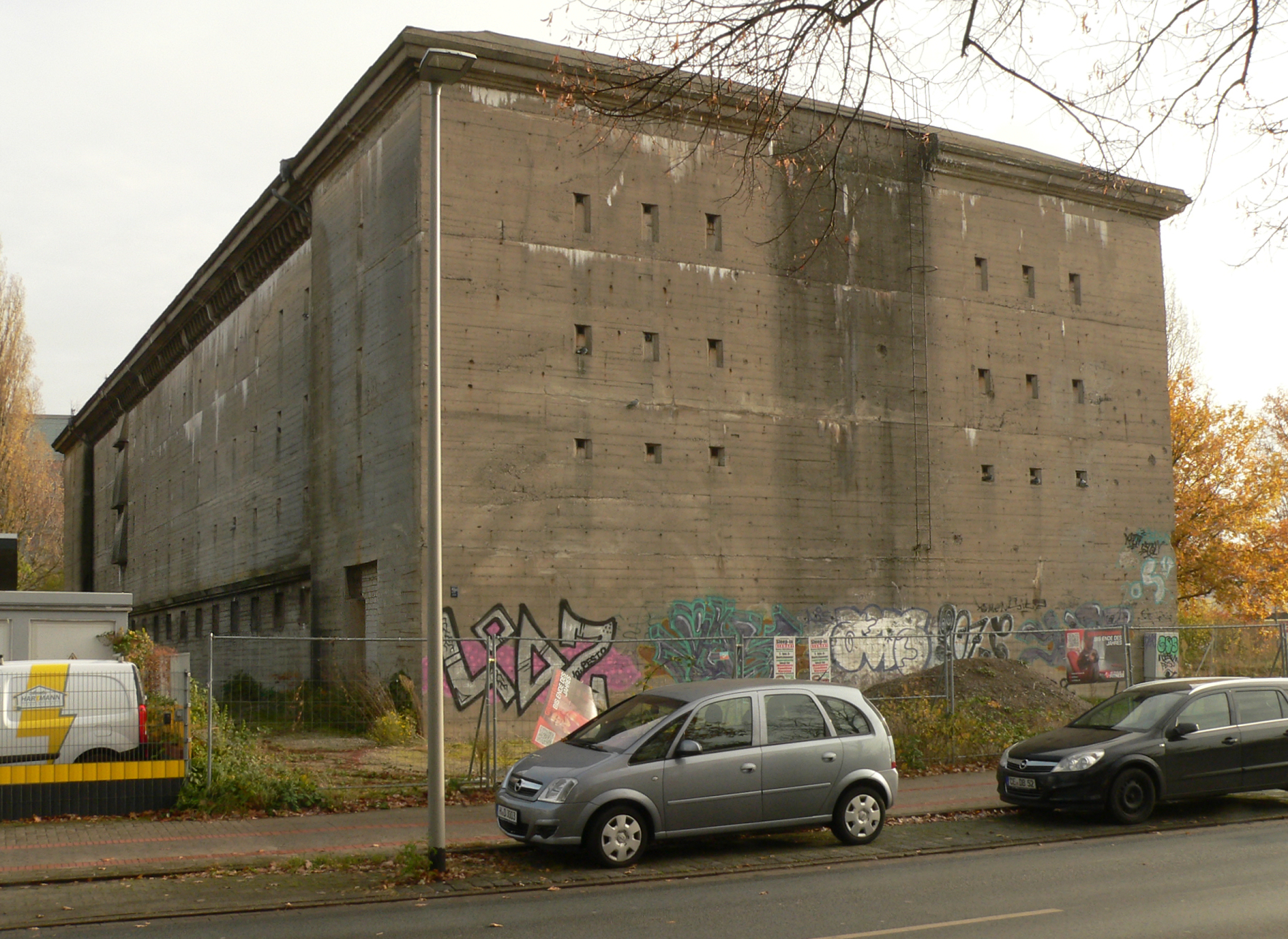
Blick auf die andere Gebäudeseite von der Straße Am Listholze

Der Bunker am Listholze in der List von Hannover ist ein während des Zweiten Weltkrieges 1942 erbauter Hochbunker. Der Großbunker, dessen Adresse zur Bauzeit noch auf die später umbenannte Bothfelder Straße lautete, umfasst ein Volumen von 52 × 20 × 13 Metern. Im Jahr 2014 wurde der Bunker Fotomotiv einer Postkartenserie.

## Nachkriegsgeschichte
In der frühen Nachkriegszeit, nur wenige Monate nach der Befreiung vom Zeit des Nationalsozialismus, erhofften sich die Überlebenden kaum eine Linderung der allgemeinen Not während des ersten Nachkriegswinters. Die Britischen Militärbehörden erdachten sich daher vor allem für die Kinder in der Vorweihnachtszeit Möglichkeiten, Freude und Hoffnung zu schenken: Am 4. Dezember 1945 eröffneten der Brigadier Reginald Vernon Hume gemeinsam mit dem eingesetzten hannoverschen Regierungspräsidenten Wilhelm Ellinghaus eine Ausstellung in dem vormals als Bunker genutzten Großbau an der damaligen Bothfelder Straße. Den Kindern wurden verschiedene Marionettentheater geboten, sie konnten eine große Spielzeugeisenbahn bestaunen, während verteilte Süßigkeiten wenigstens ein bisschen Weihnachtsfreude aufkommen lassen sollte. Aus Städten und Dörfern des ganzen hannoverschen Regierungsbezirks wurden Kinder mit britischen Militärfahrzeugen zu dem Bunker in der List gefahren, um dort Weihnachtsmännern zu begegnen.
Die wenigen 1945 im Bunker gezeigten Geschenkartikel waren für die Mehrheit der Bevölkerung allerdings unerschwinglich teuer – oder als Ausstellungsstücke unverkäuflich.